# ビリー・スーズ
ビリー・スーズ（Billy Soose、1915年8月2日 - 1998年9月5日）は、アメリカ合衆国の元プロボクサー。ペンシルベニア州ファレル生まれ。元世界ミドル級チャンピオン。

## 略歴
ペンシルベニア州立大学卒のインテリ・ボクサー。183cmの長身。アマチュアで活躍後、1938年にプロ転向。
1941年5月9日、ケン・オバーリンに判定勝ちでニューヨーク州公認世界ミドル級タイトルを奪取するが、同年11月に返上、ライトヘビー級へ転級した。